# Opasna požuda
Opasna požuda (eng. Sexual Predator), ponat i kao Posljednji jecaj (eng. Last Cry) je američki triler iz 2001. godine.

## Radnja
Fotograf J.C. Gale (Richard Grieco) je proglašen krivim za ubojstvo predivne mlade žene. Beth Spinella (Angie Everhart) je socijalna radnica koja je zadužena da prati fotografa za vrijeme njegove uvjetne kazne. Beth je i najbolja prijateljica umorene djevojke te daje sve od sebe kako bi dokazala da je Gale seksualni manijak. Kako prolazi vrijeme Beth biva sve više uvučena u opasnu igru požude, seksa i moći te teško razdvaja granicu između užitka i boli te počne uživati u opasnom svijetu požude.